# Урбис, Симонас
Симонас Урбис (лит. Simonas Urbys; 7 ноября 1995, Гаргждай, Литва) — литовский футболист, полузащитник. Выступал за сборную Литвы.
Его брат-близнец Сигитас Урбис также футболист.

## Клубная карьера
Дебютировал на профессиональном уровне в составе клуба «Банга», за который сыграл 4 матча в чемпионате Литвы в концовке сезона 2012. В 2013 году Урбис стал игроком клуба «Экранас», но в течение года не привлекался к играм основной команда и дебютировал за «Экранас» только в 2014 году. После окончания сезона «Экранас» был расформирован и следующий год игрок начал в составе клуба «Атлантас», однако по ходу сезона покинул клуб и перешёл в команду из первой лиги Литвы «Паланга». В 2016 году вместе с клубом занял второе место в лиге и принимал участие в стыковых матчах за попадание в высший дивизион, однако по сумме двух матчей «Паланга» оказалась слабее «Утениса». 2017 год игрок провёл в другом клубе первой лиги «Банга», с которой также дошёл до стыковых матчей, но вновь неудачно. В то же время, «Паланга» стала победителем первой лиги. В 2018 году Урбис вернулся в «Палангу» и в её составе провёл целый сезон в высшей лиге. В 2019 он подписал контракт с клубом «Жальгирис», но отыграл за него лишь полгода и летом перешёл в «Кауно Жальгирис».

## Карьера в сборной
В 2015 году, вместе с молодёжной сборной Литвы, Урбис принимал участие в Кубке Содружества, на котором сыграл во всех трёх матчах группового этапа, но занял со сборной последнее место в группе.
В 2018 году был впервые приглашён в основную сборную Литвы, за которую дебютировал 30 мая в матче Кубка Балтии 2018 против сборной Эстонии, в котором вышел на замену на 67-й минуте вместо Юстаса Ласицкаса. 8 июня того же года принял участие в товарищеском матче со сборной Ирана. В дальнейшем в сборную не вызывался.